# Arcangelo Corelli
Arcangelo Corelli (født 17. februar 1653 i Fusignano, død 8. januar 1713 i Rom) var en italiensk komponist og violinist.

## Biografi
Corelli var det femte barn i en velhavende familie af jordbesiddere. Han modtog formentlig sin første musikundervisning af en lokal lærer, før han i 1666 kom til Bologna for at studere violin hos de to berømte violinister Leonardo Brugnoli og Giovanni Benvenuti. I 1671 rejste han til Rom og blev violinist ved den franske kirke, Saint-Louis. Bortset fra en kort rejse til Napoli forblev han i Rom til sin død. I Rom lykkedes det ham at få flere magtfulde beskyttere og velgørere såsom den svenske eksdronning Kristina, kardinalerne Benedetto Pamphilj og Pietro Ottoboni, der var den regerende paves nevø. Dette tillod ham at føre et liv uden økonomiske problemer og at arbejde intensivt med sine kompositioner. Disse er derfor ikke store i antal, men af meget høj kvalitet og udelukkende dedikeret violinen. I 1708 trak han sig af helbredsmæssige årsager tilbage fra det offentlige liv.

## Betydning
Corelli komponerede i modsætning til mange samtidige komponister udelukkende instrumentalmusik. Omend han ikke var den første komponist i genren (det var Alessandro Stradella), var han den første, der benyttede genrebetegnelsen concerto grosso. Corelli introducerede en spillestil, der blev videreført af hans elever og flere andre, og denne var af vital betydning for den videre udvikling af violinspillet. Hans kompositioner for violin markerer et nyt kapitel i kammermusikkens historie. Hans indflydelse rakte langt ud over Italiens grænser. Også Johann Sebastian Bach studerede Corellis værker og baserede f.eks. orgelfugaen (BWV 579) på Corellis opus 3 fra 1689.
Især hans concerti grossi har været meget populære i den vestlige kultur. Ikke mindst opus 6, nr. 8, med tilnavnet Fatto per la Notte di Natale (dansk: Julekoncerten), er stadig meget spillet. Den er sandsynligvis skrevet til og opført i Peterskirken i Rom til midnatsmesse juleaften. Et udsnit fra denne koncert er brugt som soundtrack i den amerikanske film fra 2003, Master and Commander: Til Verdens Ende. I den engelske roman Kaptajn Corellis mandolin fra 1993 refereres der ofte til Arcangelo Corelli.

## Værker
Corelli komponerede 48 triosonater, 12 sonater for violin og continuo samt og 12 concerti grossi. Kun seks opusnumre tilskrives Corelli som værende autentiske samt et par andre værker, udgivet posthumt.
- Opus 1: 12 Kirkesonater (trio sonater for 2 violiner og continuo) (Rom 1681)

Eksempel:Hør hans 11. triosonate her:

1.sats

2.sats

3.sats
- Opus 2: 12 Kammersonater (trio sonater for 2 violiner og continuo) (Rom 1685)
- Opus 3: 12 Kirkesonater (trio sonater for 2 violiner og continuo) (Rom 1689)
- Opus 4: 12 Kammersonater (trio sonater for 2 violiner og continuo) (Rom 1694)
- Opus 5: 12 Suonati a violino e violone o cimbalo (6 kirkesonater og 6 kammersonater for violin og continuo) (Rom 1700). Den sidste sonate er en række variationer over la Folia
- Opus 6: 12 concerti grossi (8 kirkesonater og 4 kammersonater for concertino af 2 violiner og cello, strygere ripieno og continuo) (Amsterdam 1714)
- op. post.: 6 Sonate a tre WoO 5–10 (Amsterdam 1714)